# Tajmiszte (Bułgaria)
Tajmiszte (bułg. Таймище) – wieś w Bułgarii, w obwodzie Tyrgowiszte, w gminie Antonowo. Według danych szacunkowych Ujednoliconego Systemu Ewidencji Ludności oraz Usług Administracyjnych dla Ludności, 15 czerwca 2020 roku miejscowość liczyła 186 mieszkańców.